# 葡萄牙广播电视台国际频道
葡萄牙广播电视公司国际频道（葡萄牙語：RTP Internacional，简称RTPi）是葡萄牙廣播電視公司（RTP）的一条电视频道，以葡萄牙语面向全球播出。频道于1992年6月10日开播，主要面向全球葡萄牙裔人士及葡语使用者播出，以RTP国内频道节目为主。除通过卫星电视、有线电视及网络播出外，在一些以葡萄牙语为官方语言的国家和地区，当地电视台也会转播RTPi的节目，例如澳门澳广视葡文台会在无自办节目的时段转播RTPi的节目。